# Les jolies choses (film)
Les jolies choses è un film del 2001 diretto da Gilles Paquet-Brenner, basato sul romanzo omonimo scritto da Virginie Despentes.
Marion Cotillard ricopre il doppio ruolo di protagonista, impersonando le gemelle Marie e Lucie. Si tratta del primo film in cui la fascinosa attrice francese si mostra in una scena di nudo integrale.

## Trama
Sbarcata a Parigi con l'intenzione di ottenere un posto nel mondo dello spettacolo, la modella Lucie, di carattere estroverso, utilizza il proprio fascino per fare carriera; si lega al compositore Nicolas, ma la voce non è all'altezza delle sue ambizioni. Quando le viene offerto di registrare un disco, Lucie si fa sostituire nel canto dalla ben più talentuosa sorella gemella, Marie, riservata e tranquilla. Quest'ultima, tuttavia, muore suicida, e ciò farà nascere in Lucie un forte tormento interiore.